# .500ラインボー
.500ラインボー｛英：.500LINEBAUGH（読み方はラインバウとも）｝はリボルバー用に設計された.50口径の拳銃弾。運動エネルギーや力率（モーメント）などの観点から、最強クラスの拳銃弾として知られている。

## 経緯
.500ラインボー弾は、メリービル (ミズーリ州) のジョン・ラインボーによって1986年に設計された。ジョン・ラインボーは.45コルト弾を6発装填するリボルバーを5発装填とすることで、シリンダーがさらに高圧な.45コルト弾の使用に耐えうるように改造していた。この挑戦は成功したが、彼はさらに強力な弾丸を求め、その結果.500ラインボー弾が誕生した。
薬莢は.348ウィンチェスター弾のそれを1.405 in (35.7 mm) に短縮し、リム径を.610 in (15.5 mm) に、そして薬莢の口は.510口径(12.95mm)の弾丸に対応するべく拡張した形状。.500ラインボー弾を使用するために最初に改造されたリボルバーはルガー・バイズリーやセビリア・リボルバーなどだった。1990年代始めにセビリア・リボルバーが消滅したため、その後の改造はルガー・バイズリーのフレームをベースに行われた。
ジョン・ラインボーが.475ラインボー弾の設計に取り組んでいた時、.45-70ガバメント弾がベースとして有力だったが、その頃に.348ウィンチェスター弾の普及が始まった。ウィンチェスター・モデル71によって.348ウィンチェスター弾が再び注目されたため、.500ラインボー弾は再び実現へと近づく。現在は、スターライン社とバッファロー・ボア社が、.348ウィンチェスター薬莢に依存せずに.500ラインボー弾を市場に供給している。

## 設計と詳細
.500ラインボー弾は独自の実包であるため、大手銃火器メーカーは取り扱わない。2018年現在、この銃弾に対応するリボルバーを製造する銃火器メーカーは存在しないが、ラインボー・カスタムシックスガンとして活躍するジョン・ラインボーや、ボーウェン・クラシック・アームズのハミルトン・ボーウェンなどのガンスミスらが、やバイズリーなどの既存のリボルバーを本弾用に改造している。ハミルトン・ボーウェンは、ダブルアクションリボルバーのルガー・レッドホークを改造して本弾に対応させたことで有名。
独自の実包であるため、CIPもスポーツ火器および銃弾製造業者協会(SAAMI)も公式仕様書を発行していない。そのため、仕様はガンスミスによって様々。本弾の圧力基準なども発表されていないが、ジョン・ラインボーによると圧力値が30,000 psi (2,100 bar) から35,000 psi (2,400 bar) の間であれば、改造リボルバーでも安全としている。
本弾は.510 in. (12.95 mm) 径のジャケット弾、又は.511から.512 in. (12.98-13.01 mm) の鉛弾を使用する。

## スポーツ用途
.500ラインボー弾は本来、狩猟用に設計されたが、アラスカなど大型の熊と遭遇する恐れのある地域では、自衛に大変適している。設計では440 gr (29 g)の弾丸を1,300 ft/s (400 m/s)で撃ち出せる。これによりエネルギー量は1,650 ft⋅lbf (2,240 J) と、販売される拳銃弾の中でも最強クラスとなっている。エネルギーの面では、.454カスール弾と同等だが、.500ラインボーはより大口径、重量弾を使用しており、断面密度も優れる。狩猟用の弾丸としては、北米の全て、アフリカのほとんどの狩猟対象動物に対応できる。